# Diana Amft
Diana Amft (* 7. November 1975 in Gütersloh) ist eine deutsche Schauspielerin und Kinderbuchautorin. Ihren Durchbruch hatte sie 2001 in der Filmkomödie Mädchen, Mädchen von Dennis Gansel. 

## Leben
Diana Amft, Tochter eines Hausmeisters, schloss nach der Schule zunächst eine Ausbildung zur Justizfachangestellten am Amtsgericht Rheda-Wiedenbrück ab. Später nahm sie Gesangsunterricht in Bielefeld und bewarb sich vergebens an der Folkwangschule in Essen. Im Alter von 20 Jahren wurde Amft, nachdem sie vorher zwölf Absagen bekommen hatte, an der Münchner Schauspielschule Zerboni aufgenommen.

## Karriere

### Theater, Film und Fernsehen
Amft übernahm in den 1990er Jahren erste Gastspiele an verschiedenen Theatern, wie an den Münchner Kammerspielen. 1999 gab sie als Kathi ihr Filmdebüt an der Seite von Mina Tander und Janina Flieger in dem Fernsehfilm Unschuldige Biester. Seitdem spielt sie in zahlreichen Film- und Fernsehproduktionen.
Der Durchbruch gelang ihr 2001 durch die Rolle der Inken in Dennis Gansels Teenie-Komödie Mädchen, Mädchen, die sie 2004 auch in deren Fortsetzung Mädchen, Mädchen 2 – Loft oder Liebe von Peter Gersina übernahm. Für den Soundtrack des letzteren Films sang sie mit der Girlgroup Tears den Titel Funky Freakshow ein. 2002 spielte sie unter der Regie ihres späteren Lebenspartners Granz Henman in der Filmkomödie Knallharte Jungs die Rolle der Maja Paradis. Für die Darstellung dieser Rolle erhielt sie den Deutschen Comedypreis. Marco Kreuzpaintner besetzte sie 2003 in einer ähnlich gelagerten Rolle als Alex in der Kino-Tragikomödie Ganz und gar an der Seite von David Rott.
2005 spielte Amft in dem fürs Fernsehen inszenierten zweiteiligen französischen Abenteuerfilm Die drei Musketiere (D'Artagnan et les trois mousquetaires) die Rolle der Constance Bonacieux. 2007 verkörperte sie an der Seite von Jan Sosniok in Die Prinzessin auf der Erbse – Qual der Wahl Royal, einer Episode aus der ProSieben-Märchenstunde, die Titelrolle der Prinzessin Vroni. Einem breiteren Fernsehpublikum wurde sie an der Seite von Florian David Fitz in der Hauptrolle als Dr. Margarete „Gretchen“ Haase in der mehrfach ausgezeichneten RTL-Fernsehserie Doctor’s Diary bekannt, in der sie von 2008 bis 2011 zu sehen war. Von 2010 bis 2016 verkörperte sie an der Seite von Uwe Ochsenknecht in der sechsteiligen ARD-Krimireihe Der Bulle und das Landei die in der Eifel ansässige Polizeiobermeisterin Kati Biever, die sich in der ländlichen Abgeschiedenheit mit Kriminalfällen herumzuschlagen hat. 2013 übernahm sie die Hauptrolle einer geschiedenen Mittdreißigerin mit Kind in der achtteiligen Sitcom Christine. Perfekt war gestern!, einer Adaption der amerikanischen Serie The New Adventures of Old Christine.
Seit 2018 gehört Amft in der ARD-Fernsehfilmreihe Meine Mutter … als Landgasthofbetreiberin Antonia ‚Toni‘ Janssen neben Margarita Broich zur Stammbesetzung. 2022 war sie als Doris Hauke neben Franziska Weisz, Jasmin Gerat und Franziska Hackl in einer der Hauptrollen der sechsteiligen österreichischen Fernsehserie Tage, die es nicht gab zu sehen.
Daneben ist sie weiterhin auch in Produktionen auf der Kinoleinwand zu sehen. Unter der Regie von Christine Hartmann übernahm sie an der Seite von Tom Wlaschiha die Hauptrolle der Designerin Andrea Schnidt in der Filmkomödie Frisch gepresst. 2013 spielte und sang sie die Ottilie Giesecke in der Neuverfilmung des Singspiels von Ralph Benatzky Im weißen Rössl – Wehe Du singst! Als Vorlage diente das gleichnamige Alt-Berliner Lustspiel von Oskar Blumenthal und Gustav Kadelburg, das bereits mehrfach verfilmt worden war. In den Jahren 2014 und 2016 verkörperte sie die Krankenschwester Ursula in Die Vampirschwestern 2 – Fledermäuse im Bauch und Die Vampirschwestern 3 – Reise nach Transsilvanien. 2018 war sie in Caroline Links Hape-Kerkeling-Verfilmung Der Junge muss an die frische Luft als Frau Kolossa zu sehen.

### Tätigkeit als Kinderbuchautorin
2010 schrieb Amft das Kinderbuch Die kleine Spinne Widerlich, das mit Illustrationen von Martina Matos im September 2011 im Baumhaus Verlag von Bastei Lübbe veröffentlicht wurde und in über zehn Sprachen erschienen ist. Bis 2022 entstanden neun Bände innerhalb der Buchreihe.

## Filmografie

### Kino
- 2000: Auszeit
- 2001: Mädchen, Mädchen
- 2002: Stuart Little 2 (Stimme von Margalo)
- 2002: Knallharte Jungs
- 2003: Ganz und gar
- 2004: Mädchen, Mädchen 2 – Loft oder Liebe
- 2005: Princes(s) (Kurzfilm)
- 2008: Utta Danella – Das Geheimnis unserer Liebe
- 2009: Monsters vs. Aliens (Stimme von Susan Gigantika)
- 2010: Teufelskicker
- 2012: Frisch gepresst
- 2013: Im weißen Rössl – Wehe Du singst!
- 2014: Die Vampirschwestern 2 – Fledermäuse im Bauch
- 2016: Die Vampirschwestern 3 – Reise nach Transsilvanien
- 2018: Der Junge muss an die frische Luft
- 2020: Yakari – Der Kinofilm (Stimme von Biber Lindenbaum)
- 2025: Ein Mädchen namens Willow
- 2025: Altweibersommer

### Fernsehen

#### Fernsehfilme
- 1999: Unschuldige Biester
- 2000: Eine Liebe auf Mallorca 2
- 2001: Eine Liebe auf Mallorca 3
- 2004: Vernunft & Gefühl
- 2005: Die drei Musketiere (D'Artagnan et les trois mousquetaires)
- 2005: Wen die Liebe trifft
- 2007: Der geheimnisvolle Schwiegersohn
- 2007: Innere Werte
- 2008: Zwei Zivis zum Knutschen
- 2008: Im 7. Himmel – Nachricht von Tom
- 2010: Kein Geist für alle Fälle
- 2010: Liebe und andere Delikatessen
- 2011: Plötzlich fett!
- 2012: Blonder als die Polizei erlaubt
- 2012: Obendrüber, da schneit es
- 2014: Wir tun es für Geld
- 2017: Abi ’97 – gefühlt wie damals
- 2019: Camping mit Herz
- 2021: Zum Glück zurück
- 2023: Hammerharte Jungs
- 2024: Zitronenherzen

#### Fernsehserien und -reihen
- 2001: Der Ermittler (Folge Mord auf dem Golfplatz)
- 2000–2007: SOKO 5113/SOKO München (verschiedene Rollen, 4 Folgen)
- 2001: Zwei Männer am Herd (7 Folgen)
- 2002: Das Traumschiff: Chile und die Osterinseln
- 2005: SOKO Kitzbühel (Folge Au-pair)
- 2005: Alarm für Cobra 11 – Die Autobahnpolizei (Folge Heldentage)
- 2007: Die Märchenstunde (Folge Die Prinzessin auf der Erbse – Qual der Wahl Royal)
- 2008: Maja (10 Folgen)
- 2008–2011: Doctor’s Diary (22 Folgen)
- 2008: Utta Danella – Das Geheimnis unserer Liebe
- 2010–2016: Der Bulle und das Landei → siehe Episodenliste
- 2013: Christine. Perfekt war gestern! (8 Folgen)
- 2014–2015: Josephine Klick – Allein unter Cops (Fernsehserie, 12 Folgen)
- 2017: Katie Fforde: Bellas Glück (Fernsehreihe)
- 2018: Der Lack ist ab (Webserie, 10 Folgen)
- seit 2018: Meine Mutter … (Fernsehreihe)
  - 2018: Meine Mutter ist unmöglich
  - 2019: Meine Mutter spielt verrückt
  - 2020: Meine Mutter traut sich was
  - 2020: Meine Mutter will ein Enkelkind
  - 2021: Meine Mutter im siebten Himmel
  - 2021: Meine Mutter und plötzlich auch mein Vater
  - 2022: Meine Mutter gibt es doppelt
  - 2022: Meine Mutter raubt die Braut
- 2022: Tage, die es nicht gab (8 Folgen)
- 2022–2023: Kroymann (Satiresendung, 2 Folgen)

#### Gastauftritte
- 2018, 2022: Wer weiß denn sowas?

## Publikationen
- Die kleine Spinne Widerlich. Band 1, 2011, ISBN 978-3-8339-0059-4.
- Die kleine Spinne Widerlich – Der Geburtstagsbesuch. Band 2, 2012, ISBN 978-3-8339-0084-6.
- Die kleine Spinne Widerlich – Ferien auf dem Bauernhof. Band 3, 2015, ISBN 978-3-8339-0325-0.
- Die kleine Spinne Widerlich – Das Geschwisterchen. Band 4, 2016, ISBN 978-3-8339-0370-0.
- Die kleine Spinne Widerlich – Komm, wir spielen Schule! Band 5, 2017, ISBN 978-3-8339-0445-5.
- Die kleine Spinne Widerlich – Ausflug ans Meer. Band 6, 2018, ISBN 978-3-8339-0528-5.
- Die kleine Spinne Widerlich – Wundervolle Winterzeit. Band 7, 2018, ISBN 978-3-8339-0561-2.
- Die kleine Spinne Widerlich – Besuch beim Doktor. Band 8, 2021, ISBN 978-3-8339-0591-9.
- Die kleine Spinne Widerlich – Der Waldspaziergang. Band 9, 2022, ISBN 978-3-8339-0647-3.
- Die kleine Spinne Widerlich – Abenteuer in den Bergen. Band 10, 2023, ISBN 978-3-8339-0797-5.

## Auszeichnungen
- 2002: Deutscher Comedypreis mit Knallharte Jungs
- 2008: Deutscher Fernsehpreis mit Doctor’s Diary
- 2009: Adolf-Grimme-Preis für Doctor’s Diary
- 2009: Bayerischer Fernsehpreis als beste Schauspielerin in der Kategorie Serien und Reihen für Doctor’s Diary
- 2009 und 2010: nominiert für den Deutschen Comedypreis in der Kategorie Beste Schauspielerin
- 2010: Goldene Nymphe – Beste Seriendarstellerin beim Monte Carlo Television Festival für Doctor’s Diary
- 2011: Romy in der Kategorie Beste Seriendarstellerin für ihre Rolle in Doctor's Diary
- 2012: Jupiter-Preis in der Kategorie Beste TV-Darstellerin